# درمان شده
درمان شده (به انگلیسی: The Cured) فیلمی محصول سال ۲۰۱۷ و به کارگردانی دیوید فرین است. در این فیلم بازیگرانی همچون الیوت پیج، سم کیلی، تام وان-لاولر، استوارت گراهام، پائولا مالکومسان و پیتر کمپیون ایفای نقش کرده‌اند.